# San Pedro Alcántara
San Pedro Alcántara (població: aproximadament 35.500 habitants) és una població del municipi de Marbella, a Andalusia, Espanya. És una destinació turística de la Costa del Sol.